# Élisabeth de Carinthie
Élisabeth de Carinthie (en allemand : Elisabeth von Kärnten ; en italien : Elisabetta di Carinzia, également nommée Isabella), née en 1298 à Gorizia et morte en 1352 (?) à Catane, est une princesse de la maison de Goritz, fille du duc Othon III de Carinthie. Elle fut reine consort de Sicile de 1337 à 1342 comme épouse de Pierre II. 

## Biographie
Elle était la fille d'Othon de Goritz (mort en 1310), duc de Carinthie et comte de Tyrol depuis 1295, et de son épouse Euphémie (1281-1347), fille du duc Henri V de Silésie. On ne sait rien de son enfance et sa jeunesse. Son père est mort, sans issue mâle, alors qu'elle n'avait que douze ans. L'oncle d'Élisabeth, Henri de Goritz, auparavant roi de Bohême, prend ainsi sa succession.
Au XIIIe siècle, la maison de Goritz avait été liée à la dynastie impériale des Hohenstaufen en matière de lutte contre la papauté, contrairement à la famille rivale de Sponheim. Son père était un demi-frère de Conradin, dernier représentant de la maison de Hohenstaufen. Il semble probable que l'oncle d'Élisabeth avait arrangé son mariage.
Le roi Frédéric II de Sicile, fils de Constance de Hohenstaufen, avait initialement entamé des négociations avec l'empereur Henri VII de Luxembourg dans le but de fiancer son fils Pierre II avec la fille d'Henri, Béatrice ; mais les négociations, sont abandonnées en 1312, Henri préférant s'allier aux Anjou. Finalement le 23 avril 1322, Élisabeth et Pierre se marièrent à Catane. Le couple a 9 enfants :
- Constance (1324 - 1355)
- Éléonore (1325-1375), épouse de Pierre IV d'Aragon
- Béatrice, épouse de  Robert II du Palatinat
- Euphémie (1330-1359)
- Violante (née 1334, morte jeune)
- Louis (1337-1355), roi de Sicile
- Jean (1340-1353)
- Frédéric (1341-1377), roi de Sicile
- Blanche (1342-1372) épouse de Jean d'Aragon, comte d'Empúries.

Après la mort de Frédéric en 1337, Pierre devenait roi de Sicile. Il néanmoins fut un souverain malchanceux, influencé par sa mère Éléonore d'Anjou et de sa femme Élisabeth. À partir de 1340, son frère Jean d'Aragon commença à exercer la régence au nom du roi. 
Après le décès prématuré de Pierre II, en août 1342, Élisabeth fut régente de Sicile pendant la minorité de son fils Louis Ier. Elle meurt de la peste en 1352 ou après.